# 華西街幫
華西街幫，台灣著名的黑幫團體，典型的本省角頭團體，發跡於現今台北市萬華區華西街一帶，成員人數不明。華西街幫並無組織型態，而是由各個角頭大哥所帶領的本地勢力，只要隸屬於華西街或在其勢力範圍內活動的黑社會份子的統稱。現今廣為人知所稱的華西街幫是以1980年代崛起「細漢他K」（「細漢」為台語，小個子。「他K」為日文，阿武）呂榮輝為首的角頭勢力，是萬華區眾多角頭之一。並且因該角頭知名於華西街，也被戲稱為「華西街管理委員會」 。
華西街幫在2010年被警方、媒體列為艋舺四大角頭之一。2012年又再度被媒體列為艋舺三大幫派之一。

## 略史

### 創立背景
「華西街幫」一詞原為活動於台北市萬華區華西街一帶黑幫份子的統稱，也泛指活躍在華西街的「芳明館」、「後菜園」等知名角頭。華西街上的「寶斗里」風化區源自日治時期既是知名遊廓區，私娼及賭場林立，也因此帶來人潮與攤販進駐利頭相當可觀，1950年代時便以芳明館角頭為主控制華西街一帶，並與鄰近有地緣關係的眾多角頭互爭地盤。
1965年間，混跡萬華區「後菜園」出身的「細漢他K」呂榮輝，為了對抗當地幫派份子的欺壓，聚集自己的鄰居與同學建立起自己的角頭勢力，並在華西街上以收取攤販及店家保護費進行圍事為主要活動。1970年間，呂榮輝因殺人案入獄管訓七年。1978年出獄後回到萬華，重新於華西街、廣州街一帶崛起，並以「華西街」名號成為華西街老大，與同地緣關係的「芳明館」、「頭北厝」等知名角頭互相抗衡。「細漢他K」呂榮輝的名號遠近馳名，因此形成一個新的角頭勢力。
1997年，台北市廢除公娼制度，強力掃蕩台北市內公私娼、妓院等行業，導致仰賴「寶斗里」風化區為生且內訌不斷的芳明館角頭逐漸沒落，華西街一帶的幫派勢力因此重新洗牌。此消彼長，「細漢他K」呂榮輝的角頭勢力逐步取代芳明館控制華西街一帶，並從事收取商店保護費、暴力討債、圍事、賭博等犯罪活動發展，也逐步被媒體稱為「華西街幫」。

### 近期發展
2009年，刑事局偵一隊會同台北市刑大偵二隊、偵四隊、萬華分局等單位聯合掃蕩華西街幫勢力，逮捕呂榮輝與其手下等相關人員。警方指出呂榮輝近期已將幫務交由左右手「楊仔」楊欽彥打理，華西街幫的犯罪情事可能與其較無關聯。
2010年4月，華西街角頭與芳明館、頭北厝等角頭一同以「艋舺」的名義，出席縱貫線教父「憨面」李照雄的出殯儀式，高調行為引起警方高度關注。同年12月呂榮輝接受壹週刊專訪，表達自己已退出江湖不問世事，並且從事土地開都市更新發等工作，政商關係良好，演藝圈的成龍、王羽和柯俊雄都曾到他家作客。
2012年間，華西街幫以綽號「楊仔」楊欽彥為首，在華西街夜市、廣州街夜市一帶，插手經營販售利潤龐大的色情光碟，並對在地攤商進行恐嚇取財與暴力脅迫等犯罪。警方因此將楊欽彥列為治平對象，掃蕩以其為首的華西街幫成員。
同年11月，竹聯幫地堂、四海幫海和堂等幫派，為進駐萬華區華西街一帶搶奪地盤，與華西街幫爆發多次暴力械鬥等社會事件，引起警方高度戒備以及進行一連串掃黑行動，逮捕以楊欽彥為首的華西街幫成員，並同時追緝逃亡的竹聯幫成員。
2017年10月，華西街幫要角姜禮仁涉及槍砲案，擁有大批槍械，並懷疑涉入中部地區工程圍標案，警方掌握行蹤情資後隨即展開攻堅逮捕姜禮仁，查獲制式克拉克短槍1把、制式散彈槍1把，90手槍子彈202顆、散彈槍子彈22顆、步槍子彈28顆、槍械保養工具一批等，多項贓證物等犯罪工具證物。
2018年10月，華西街幫發生內鬨槍擊事件，老角頭施正聲因不滿中生代成員「東三」謝宗憲、「阿足」陳明傑等人為爭奪梧州街阿公店生意引發鬥毆事件，遂於在中秋節夜晚前往中生代成員聚集地點開槍，並波及路人受傷。中生代成員質疑施正聲是遭「頭北厝」慫恿才奮而行兇，因此聚集大批成員前往頭北厝地盤放鞭炮恐嚇，引起當地民眾不安。警方為防止幫派衝突事件擴大，隨即展開追緝逮捕相關涉案成員。

## 知名成員
- 「細漢他K」呂榮輝─創立華西街幫勢力的角頭，成為艋舺地區的角頭之一。綽號他K原意為日文「武（たけ、take）」。
- 「楊仔」楊欽彥─呂榮輝的左右手，2010年後該角頭事務便交由楊仔打理。

## 參閲
- 艋舺角頭
- 臺灣黑幫
- 東三會

## 外部連結
- 組織犯罪防制條例 （页面存档备份，存于）（繁體中文）